# 300 спартанцев: Расцвет империи
«300 спартанцев: Расцвет империи» (англ. 300: Rise of an Empire) — эпический исторический боевик режиссёра Ноама Мурро в формате 3D и IMAX 3D по мотивам графического романа «Ксеркс» издательства Dark Horse Comics. Мидквел, действие происходит до, во время и после событий фильма «300 спартанцев» 2006 года. В главных ролях снялись Ева Грин, Салливан Степлтон и Родриго Санторо. Премьера фильма в США состоялась 7 марта 2014 года, в России — 6 марта 2014. Фильму присвоен рейтинг R из-за многочисленного насилия и сцен сексуального характера.
В фильме показана вымышленная история греческого полководца Фемистокла, командовавшего в 480 году до н. э. греческим флотом. В эпических битвах при Артемисии и при Саламине армия и флот греков сошлись со вторгающейся армией персов во главе с царём Ксерксом. Также фильм показал, в рамках стиля пеплум, историю становления Ксеркса.

## Сюжет
Царица Спарты Горго рассказывает своим людям о битве при Марафоне, в которой афинский полководец Фемистокл внезапным ударом разбил высадившееся на берег Греции войско царя Персии Дария. Фемистокл метким выстрелом убил персидского царя, но пощадил его сына Ксеркса. Умирая, Дарий завещает сыну отказаться от войны, он говорит: «Только боги могут разбить греков». Однако амбициозная предводительница персидского флота Артемисия заявляет Ксерксу, что на самом деле отец бросил ему вызов и хотел сказать, что завоевание Греции по силам только богу. Она побуждает Ксеркса совершить паломничество в пустыню. Царь добирается до некой пещеры, где погружается в водоём со странной жидкостью, после чего он проникается верой в свою божественную сущность, а его внешний вид сильно меняется. Артемисия избавляется от всех своих соперников. Вернувшись, царь начинает войну с Грецией. Его войска двигаются к Фермопильскому проходу.
Фемистокл убеждает политический совет, что только объединённый флот сможет спасти Грецию. Он отправляется в Спарту, но ему не удаётся убедить спартанцев присоединить их флот к греческому флоту. Он узнаёт, что Артемисия была гречанкой, семью которой вырезали гоплиты, а её саму обратили в сексуальное рабство и в конце оставили умирать на улицах. Артемисию подобрал персидский посол (позднее убитый Леонидом) и научил виртуозно сражаться. Её стремление к мести привлекло внимание Дария, который поставил Артемисию во главе флота.
Греческий флот под командой Фемистокла в двух сражениях разбивает передовые силы персидского флота. Артемисия вызывает Фемистокла на переговоры. В ходе личной встречи она всячески уговаривает перейти его на сторону персов. Артемисии удаётся соблазнить Фемистокла, но он отказывается присоединиться к персам и Артемисия в гневе прогоняет его. Персы используют нечто похожее на танкер для разлива нефти по морю и посылают пловцов-смертников атаковать греческие корабли. Танкер уничтожен, а один из людей Артемисии жертвует собой, поджигая нефть. Мощный взрыв выбрасывает греческого флотоводца на берег. По приказу Ксеркса горбун Эфиальт рассказывает совету о гибели отряда Леонида. Фемистокл отпускает предателя, чтобы тот смог предупредить Ксеркса о том, что греческий флот собирается у острова Саламин. Затем он отправляется в Спарту, где вручает меч Леонида его жене царице Горго и настаивает, чтобы она отомстила за мужа.
Армия Ксеркса, захватившая Афины, находится в ожидании. Вопреки воле царя, Артемисия ведёт флот в битву. Артемисия и Фемистокл сходятся в решающей схватке. Фемистокл закалывает Артемисию. В этот момент на помощь афинскому флоту приходит флот Спарты и других городов-полисов Греции — победа греков становится очевидной. Персидский флот начинает отступать, а Фемистокл, Горго и Дилий атакуют оставшиеся персидские корабли.

## В ролях
| Актёр             | Роль                          |
| ----------------- | ----------------------------- |
| Салливан Степлтон | Фемистокл                     |
| Ева Грин          | Артемисия                     |
| Родриго Санторо   | царь персов Ксеркс            |
| Каллэн Мулвей     | Скиллиас                      |
| Дэвид Уэнем       | спартанский солдат Дилий      |
| Джек О’Коннелл    | Калисто                       |
| Ханс Мэтисон      | Эсхил                         |
| Лина Хиди         | царица спартанцев Горго       |
| Йигал Наор        | Дарий                         |
| Эндрю Тирнан      | спартанский изгнанник Эфиальт |
| Питер Менса       | персидский посланник          |

## Создание
В июне 2008 года продюсеры Марк Кантон, Джанни Нуннари и Берни Голдманн раскрыли, что началась работа над мидквелом «300 спартанцев». Legendary Pictures объявила, что Фрэнк Миллер, написавший в 1998 году ограниченную серию комиксов, на которой был основан фильм «300 спартанцев», напишет последующий графический роман, а Зак Снайдер, сосценарист и режиссёр «300 спартанцев», заинтересован занять пост режиссёра экранизации. Однако позже вместо этого он решил разрабатывать и снимать перезапуск «Супермена» «Человек из стали» 15 июля 2011 режиссёром фильма назначили Ноама Мурро. 8 февраля 2012 стало известно, что фильм сосредоточится на греческом полководце Фемистокле, которого сыграет австралийский актёр Салливан Степлтон.
Во время подготовки к съёмкам название фильма было «300 спартанцев: Битва при Артемисии» («300: Battle of Artemisium»). Также сообщалось неправильное название «300 спартанцев: Битва за Артемисию» («300: Battle of Artemisia»). В сентябре 2012 фильм был переименован в «300 спартанцев: Расцвет империи» («300: Rise of an Empire»).
Съёмки стартовали в начале июля 2012 года на киностудии Nu Boyana Film Studios в Софии, Болгария.

## Расхождения с историей
Пол Картледж, профессор-антиковед из Кембриджского университета, отметил, что фильм содержит грубые исторические ошибки. Например, в реальности ни Ксеркс, ни Дарий не присутствовали в битве при Марафоне, и последний не мог быть убит в Греции Фемистоклом, как показано в фильме. В противоположность фильму, Артемисия на самом деле выступала против морского боя с греками в проливе и не погибла в греко-персидских войнах. Спартанский флот прибавил лишь 16 боевых кораблей к общему греческому флоту из 400 кораблей, а вовсе не огромную армаду.
И в битве при Марафоне войском афинян командовал Мильтиад Младший, а персидским — Датис.

## Факты
- На пост режиссёра рассматривался Жауме Кольет-Серра[17].
- Роль Фемистокла предлагалась Джоэлу Эдгертону, но он от неё отказался[23][24].
- Первоначально премьера фильма была назначена на 2 августа 2013 года[25].